# Diocèse épiscopal d'Haïti
 (octobre 2024).
Le diocèse épiscopal d'Haïti (créole haïtien : Legliz Episkopal Ayiti ou Dyosèz Ayiti en français : « Eglise Episcopale d'Haïti »  ou Diocèse d'Haïti ) est le diocèse de la communion anglicane constitué de l'ensemble du territoire d'Haïti. Elle fait partie de la 2ème province de l'Église épiscopale des États-Unis d'Amérique. Sa cathédrale de la Sainte-Trinité est située à l'angle de l'avenue Mgr. Guilloux et de la rue Pavée, au centre-ville de Port-au-Prince. Elle a été détruite six fois au cours de son histoire, notamment lors du tremblement de terre de 2010.
Il s'agit du plus grand diocèse de l'Église épiscopale, avec 89 717 membres recensés en 2018.
En 2023, Jean-Zaché Duracin est l'actuel évêque d'Haïti. Le révérend chanoine Ogé Beauvoir est devenu le premier évêque suffragant d'Haïti en 2012.

## Histoire
La paroisse de la Sainte-Trinité fut fondée à Port-au-Prince le jour de la Pentecôte, le 25 mai 1863, par James Theodore Holly. Son église a depuis été détruite six fois.
La première église fut incendiée par Sylvain Salnave en 1866; peut-être la deuxième, et certainement la troisième, furent détruites par incendie en 1873; une autre encore par le feu le 4 juillet 1888; et une cinquième par incendie le 5 juillet 1908. La construction de la sixième église de la Sainte Trinité commença en 1924.
En 1864, eut lieu le premier synode diocésain.
Connue alors sous le nom d’Église orthodoxe apostolique haïtienne, elle fut reconnue comme membre de la Communion anglicane en 1870. Le diocèse épiscopal d'Haïti a officiellement rejoint l'Église épiscopale des États-Unis le 15 mai 1875.
Près d’un siècle plus tard, Luc Garnier est élu premier évêque du diocèse d’origine haïtienne.

## Évêques
1. James Théodore Holly (1874–1911)
2. Harry Roberts Carson (1923–1943)
3. Spence Burton (suffragant) (1939–1942)
4. C. Alfred Voegeli (1943–1971)
5. Luc Garnier (1971–1993)
6. Jean-Zaché Duracin (1994-2019)
7. *Ogé Beauvoir (2012-2019) (suffragant)